# Grand Prix de Denain 2008
Il Grand Prix de Denain 2008, cinquantesima edizione della corsa e valida come evento dell'UCI Europe Tour 2008 categoria 1.1, si svolse il 17 aprile 2008 su un percorso totale di circa 194,6 km. Fu vinto dal norvegese Edvald Boasson Hagen che terminò la gara in 4h22'59", alla media di 44,398 km/h.
Partenza con 96 ciclisti, dei quali 15 portarono a termine il percorso.

## Ordine d'arrivo (Top 10)
| Pos. | Corridore            | Squadra         | Tempo    |
| ---- | -------------------- | --------------- | -------- |
| 1    | Edvald Boasson Hagen | High Road       | 4h22'59" |
| 2    | Jimmy Casper         | Agritubel       | s.t.     |
| 3    | Jimmy Engoulvent     | Crédit Agricole | s.t.     |
| 4    | Frédéric Guesdon     | F. des Jeux     | s.t.     |
| 5    | Paolo Longo Borghini | Barloworld      | a 28"    |
| 6    | Lilian Jégou         | F. des Jeux     | a 57"    |
| 7    | Stefan van Dijk      | Mitsubishi      | s.t.     |
| 8    | Alexandre Blain      | Cofidis         | a 1'01"  |
| 9    | Stijn Vandenbergh    | AG2R La Mon.    | a 1'05"  |
| 10   | Olivier Bonnaire     | Bouygues Tél.   | a 1'07"  |